# Vasudeva (padre de Krisna)
No se debe confundir con Vāsudevá, un nombre del dios Krisna.
En la mitología hindú, Vásudeva es el padre del dios Krisna, e hijo de Śūrasena, de la dinastía Iadava y Vrisni.

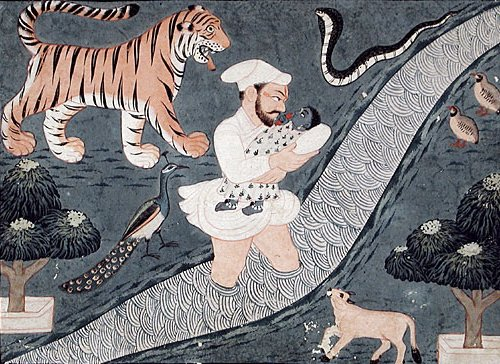
Krisna es llevado a través del río río Iamuna por su padre Vásudeva justo después de su nacimiento en el día de Yanma-astami (‘el nacimiento en el octavo [día de la luna]’).

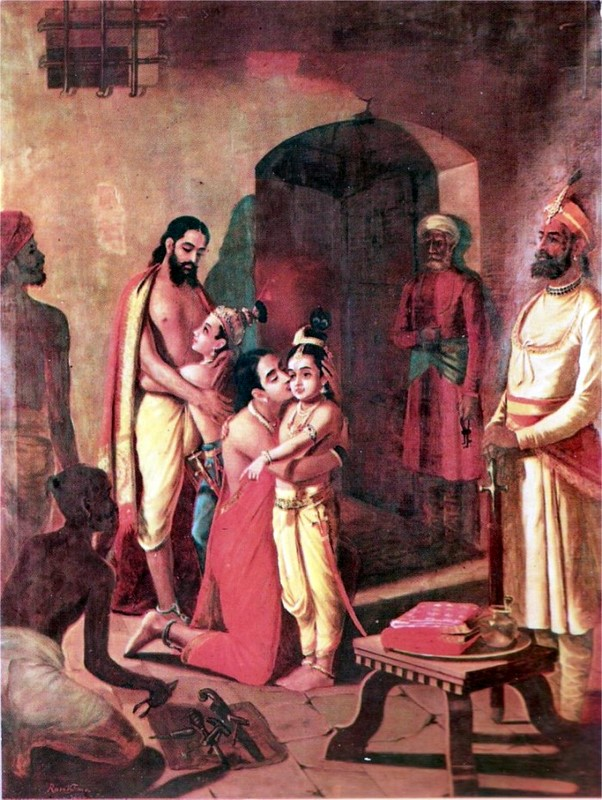
Krisna y Balarāma encuentran a sus padres. Óleo del pintor indio Raja Ravi Varma.

Su hermana Kuntī se casó con el rey Pandu.
Según el Jari-vamsa, él es una encarnación parcial del rishi Kashiapa (el padre de los devás), así como su esposa Devakí es una encarnación de Áditi.
- वसुदेव, en letra devánagari.
- vasudeva, en el sistema AITS (alfabeto internacional de transliteración sánscrita).
- Según el Sanskrit-English Dictionary del británico Monier Monier-Williams (1819-1899) se pronuncia /vásudeva/.
- El nombre significa ‘los dioses Vasus’ (siendo vasu: ‘bueno’ y deva: ‘dios’). Los Vasus son un grupo de ocho deidades védicas.

También se le conoce como Ānaka Dundubhi debido a que el día de su nacimiento los dioses ―previendo que Visnú nacería en su familia― hicieron sonar alegremente los tambores del cielo.

## Krisna-Vāsudeva
El patronímico Vāsudeva (con la ā larga) ―que significa ‘hijo de Vásudeva’― es un nombre muy popular de Krisna.
En relación con ese nombre se formó una religión antigua, llamada a veces bhagavatismo que se podría haber generado hacia el 400 a. C., donde este Vāsudeva era adorado como dios supremo en un formato fuertemente monoteístico, donde este ser supremo era perfecto, eterno y lleno de gracia.
El nombre Vāsudeva forma parte de un famoso krishná-mantra, también conocido como «mantra de doce sílabas», el cual se cree el más antiguo mantra de las épocas de antes de la reforma (antes de las divisiones del vaisnavismo en varias sampradaias)
El mantra es: oṁ namo bhagavate vāsudevāya, que se traduce como ‘¡om! reverencias al poseedor-de-opulencias, hijo-de-Vásudeva’.

## Leyenda principal de Vásudeva
Con su esposa principal Rójini, Vasudeva tuvo a Balarāma, Sāraṇa, Shaṭha, Durdama, Damana, Shuabhra, Piṇḍāraka y Ushī-Nara; y también tuvo una hija llamada Chitra, que fue conocida como Subhadra (la esposa de Áryuna). El día en que se estaba casando con su séptima esposa Devakī, la prima del rey Kamsa (de Mathurá), el rey los apresó y mató uno por uno sus siete hijos varones. El octavo hijo, que sobrevivió, fue Krisna Vasudeva.

De las hermosas catorce esposas de Vasudeva, Rójini, de la dinastía Puru, fue la primera. Indira [2], Vaishākhi [3], Bhadra [4], Sunāmni [5], Saja-Deva [6], Devakí [7], Shānti-Deva [8], Srā-Deva [9] la novena, Deva-Rakshita [10], Vrika-Devi [11] y Upa-Devi [12]. Aunque Sutanu [13] y Baḍava [14] eran sus parichārikās (asistentas, sirvientas), sin embargo no fueron dāsīs (esclavas sexuales), sino bhoga-patnī (esposas de placer), y también se las reconoce como sus esposas decimotercera y decimocuarta.
Jari-vamsa, 1 (Jari-vamsa parva), capítulo 35, verso 3

El sabio Nárada Muni, que fue el encargado de desencadenar el advenimiento de Krisna, visitó al malvado rey Kamsa, durante el casamiento de su prima Devakí con Vásudeva, y le advirtió que sería asesinado por un hijo de ella.
Entonces Kamsa encarceló a la pareja.
Cuando estos tuvieron su primer hijo, Kamsa llegó a la mazmorra y lo asesinó.
Entonces Vásudeva y Devaki comenzaron a tener un hijo tras otro, y Kamsa se los fue matando.
El séptimo, Balarama, escapó de la muerte al ser transferido desde el útero de Devakī al de Rójini (la esposa principal de Vásudeva, que vivía en los bosques de Gokula, a unos 10 km de distancia, bajo la protección de Nanda, amigo de Vasudeva), mientras que una niña (encarnación de Ioga Maia) fue transferida al útero de Iashodá (esposa de Nanda).
Finalmente, cuando ya habían tenido 7 hijos, una medianoche se les apareció el dios Visnú de cuatro brazos, y les dijo que serían los padres de su encarnación como Krisna.
Según la leyenda, Krisna no nació a partir de la conexión sexual entre Devakí y Vásudeva, sino que fue transferido desde el corazón de Vásudeva al útero de Devakí.
El bebé apareció ante ellos mágicamente.
Ese octavo hijo sólo estuvo un instante en la cárcel: los guardias se durmieron, las puertas de la prisión se abrieron solas, y Vásudeva tomó en brazos al bebé y caminó hasta Gokula, a unas tres horas de camino.
Para protegerlo de la lluvia, la serpiente Ananta Sesha (encarnación de Sankarshana) lo cubrió con sus mil caperuzas.
Cuando Vásudeva se encontró con el río Iamuna, las aguas se abrieron para él.
En Gokula entró en la casa de Nanda y Iashodá, que se encontraban durmiendo, y dejó a Krisna en reemplazo de Maya, la hija recién nacida de Iashodá.
Volvió a la cárcel en Mathurá, se volvió a encerrar en la mazmorra, y Kamsa vino y tomó a la niña para asesinarla.
Devakí le pidió por la vida de ella, indicando que la profecía se refería sólo a sus hijos varones.
Pero Iogamaia se escapó de las manos del rey y se convirtió en la diosa de ocho brazos, armada hasta los dientes, que lo espetó: «Estúpido, tu muerte ya ha nacido en este planeta». Y desapareció.
Al darse cuenta de que Krisna había escapado vivo, Kamsa mandó matar a todos los bebés recién nacidos en toda la zona (Compárese con el mito cristiano de la Matanza de los Inocentes).
Devakī y Vásudeva siguieron presos hasta que Krisna los liberó 16 años más tarde, al matar al rey Kamsa.
En total estuvieron presos unos 24 años.
Según otro autor[cita requerida] Kamsa liberó a Devaki y Vásudeva, y ellos vivieron en Mathurā.
Luego de ser liberado, Vásudeva se juntó con su segunda esposa Rohini, con quien tuvo una hija, Subhadrā, quien se casaría con Áryuna (el amigo de Krisna) y fue la madre de Abhimaniu.
Luego, tras los ataques del rey Yará Sandha a Mathurá y el plan de Krisna para defender a sus habitantes, todos emigraron a Dwaraka, donde vivieron el resto de sus días.
Vásudeva y Devaki pasaron la mayor parte de su vida adulta entre rejas, por órdenes de Kamsa.
Vásudeva fue conocido por su personalidad coherente y su virtud de ser una persona veraz: en toda su vida nunca dijo una mentira.
Después de que Krisna mató al rey Kamsa, Vásudev fue instalado como príncipe heredero de Mathurá, bajo el reino del tío de Devaki, el rey Ugrasena.